# Kościół Matki Bożej Częstochowskiej w Podgórzynie
Kościół Matki Bożej Częstochowskiej – rzymskokatolicki kościół pomocniczy należący do parafii Świętej Trójcy w Podgórzynie (dekanat Karpacz diecezji legnickiej).

## Historia
Jest to świątynia wybudowana przez ewangelików w 1780 roku na miejscu starszej drewnianej powstałej w 1742 roku, po 1945 roku była nieużytkowana, następnie została odbudowana w latach 1979-82. 

## Architektura

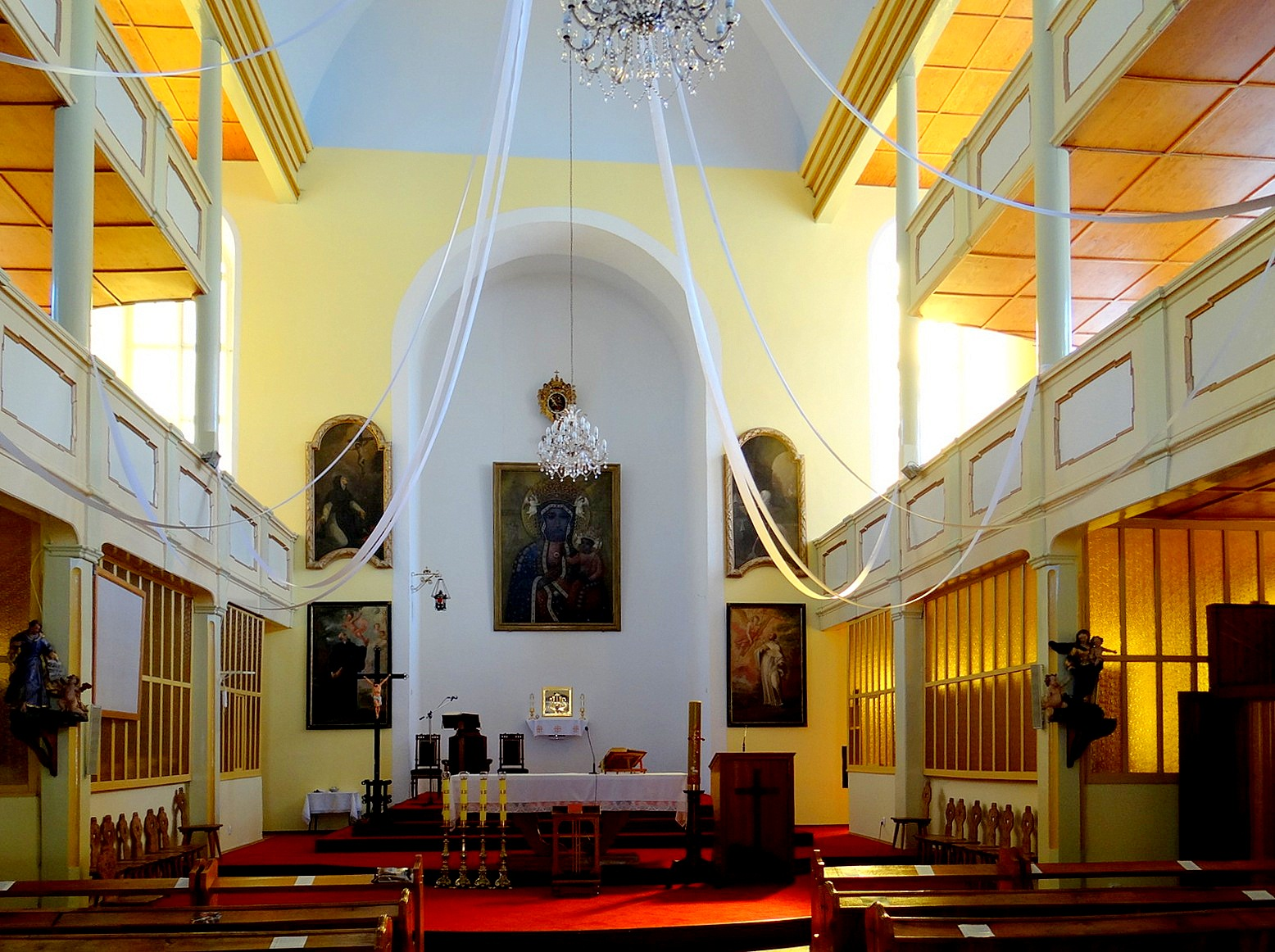
Wnętrze świątyni

Budowla została wzniesiona na planie prostokąta, w nawie są umieszczone trójkondygnacyjne drewniane empory. Kościół nakryty jest dachem mansardowym z ośmiokątną sygnaturką, zwieńczoną dachem hełmowym z prześwitem, na osi korpusu znajduje się ryzalit wejściowy, zamknięty trójkątnym tympanonem, cokół jest boniowany, portale i okna są zamknięte łukami koszowymi i półkolistymi, są umieszczone w opaskach kamiennych.

## Wyposażenie
We wnętrzu można zobaczyć różne elementy wyposażenia pochodzące z innych świątyń.